# 任天堂eShop
任天堂eShop是由任天堂建立，由任天堂Network提供支持的数字发行平台；目前主要为任天堂Switch和任天堂Switch 2提供軟體銷售下載等服務。除遊戲以外，它也提供應用程式、以及3D版电影等下载。任天堂eShop於2011年6月在美國、日本、欧洲和澳洲开始服务。面向任天堂3DS、Wii U的服务于2024年3月28日终止。
任天堂3DS透過系統更新後，主畫面上會多出任天堂eShop的選項。Wii U和任天堂Switch均在推出時即有任天堂eShop图标选项，但都需要經過系統更新後才能連接。Wii U、任天堂Switch和任天堂Switch 2均支援多工處理，玩者在遊戲進行中也可進入任天堂eShop，並能夠在背景中進行下載。

## 功能特色
任天堂eShop的商標按鈕會出現在任天堂3DS、Wii U、任天堂Switch和任天堂Switch 2的主選單畫面中，在主機連線至網際網路時才可使用。
eShop會保存所有的下載和購買記錄，玩者可重新下載曾經購買過的商品而不需額外付費。購買後可立即開始下載，或加入排程中等到主機閒置時再行下載。曾擁有任天堂DSi主機的玩者可將DSiWare的購買記錄轉移至任天堂3DS，但部分DSi專用的軟體則無法轉移（例如活動日誌（うごくメモ帳）或DSi的網路瀏覽器）。在2011年12月推出的系統更新後，玩者也可以在3DS主機間轉移購買記錄。2020年9月1日，eShop开始允许Switch玩家在游戏发售七天前取消预购。

### 貨幣與支付方式
任天堂過往的網路商店Wii Shop Channel和DSi Shop使用任天堂點數（Nintendo Point）作為價格的標示方式，而任天堂eShop則直接以各地區的貨幣來標示軟體價格。玩者可使用信用卡或商店內銷售的預付卡來將金錢儲值至帳號內。也可以不对账号充值，直接使用信用卡来购入游戏。
玩家也可以在其他购物平台（包括实体商店和网络商店）直接购入游戏的下载码（包括实体下载卡和数字下载码），然后在eShop中输入它来进行下载。
在任天堂Switch平台上，目前已有多个国家的eShop新增了对PayPal的支持，香港支持使用支付宝支付。大陆版本由于原任天堂账号被微信账号取代则只能使用微信支付。

### 多工處理
Wii U上的任天堂eShop可在任何時間透過主畫面進入，即使在遊戲進行的過程中也可連接。透過SpotPass則可進行背景下載，玩者可同時繼續遊玩遊戲或使用其他的Wii U功能。任天堂3DS則支援在睡眠模式中進行背景下載。目前下載排程中每次最多可排入10個項目。下載的進度可在主畫面中的「下載管理」中確認，當下載完成後畫面的右上角也會出現訊息提示。
任天堂Switch和任天堂Switch 2的eShop也支持后台下载功能，但是当玩家游玩需要联机的游戏时，后台下载会被停止。

### 評分系統
任天堂eShop可讓使用者對遊戲、應用程式和其他媒體內容發表評分。使用者可在最低一顆星至最高五顆星間對軟體進行評價。遊戲作品可依照適用的年齡、性別或玩家屬性進行分類。評分系統在Wii U也與Miiverse整合。使用者必須至少使用軟體超過一個小時後才能對其發表評分。
任天堂3DS、任天堂Switch和任天堂Switch 2的eShop不支持评分功能。

### 任天堂Network Premium
在2012年9月13日的任天堂直面會發表影片中，社長岩田聰宣布了「Nintendo Network Premium」（北美地區稱為「Deluxe Digital Promotion」）的會員計劃。購買Wii U 32G豪華版（Premium Pack，北美洲稱為Deluxe Pack）玩家可免費獲得兩年的會員資格。會員在Wii U的任天堂eShop購買遊戲後可享有「原商品售價10%」的任天堂點數回饋，集滿500點後即可至活動網頁兌換500円回饋金，之後便可在Wii U和3DS的eShop中使用。
這項促銷活動計劃至2014年12月為止，點數回饋金的兌換則到2015年3月底。

## 適用地区
截至2012年12月4日止，任天堂eShop为28個地区提供服務，然而有部分服務僅在少數地区中提供。
- 澳大利亚
- 奧地利
- 比利時
- 加拿大
- 丹麥
- 芬蘭
- 法國
- 德國
- 希臘
- 愛爾蘭
- 義大利
- 日本
- 盧森堡
- 墨西哥
- 荷蘭
- 紐西蘭
- 挪威
- 波蘭
- 葡萄牙
- 俄羅斯（暂时关闭）[註 1]
- 韓國
- 西班牙
- 瑞典
- 瑞士
- 英國
- 美國
- 台湾[註 2]
- 香港
- 中国大陆

在任天堂3DS和Wii U平台上，玩家可登陆的eShop和主机版本绑定，只能登陆主机所属的国家/地区的eShop。而在任天堂Switch平台上，玩家可登陆的eShop并不和主机绑定，也不会由玩家所在地区的IP来决定，而是根据玩家任天堂账户的设置来选择适用地区，解除了任天堂多年来的“锁区”政策。玩家可以随意变更自己的任天堂账户设置，在不同地区的eShop购入游戏。任天堂Switch 2平台亦会采用与任天堂Switch相同的模式。然而由于受到中国大陆内容审查制度的限制以及eShop交由腾讯代理运营的原因，中国大陆版本的任天堂Switch平台仅能与中国大陆版的eShop绑定，且无法登录任天堂账户，日语限定版的任天堂Switch 2平台也将采用类似的“锁区”政策。
香港地区的任天堂Switch eShop于2018年4月3日上线；但香港版在开放之初不能像其他地区的eShop一样浏览游戏信息或进行联机游戏；仅能使用下载码来下载数字版游戏和DLC（需至其他指定网上商店购买下载码），或是重新下载曾有的数字版游戏。2019年12月，任天堂香港宣布将在同月17日对eShop进行更新，更新后的香港区任天堂eShop将可以从商店直接购买游戏和相关服务。韩国区的任天堂Switch eShop也以和香港版类似的形式于同日上线。至今任天堂Switch台湾区的eShop尚未开放，仍与香港共用同一个eShop。2019年12月4日，腾讯宣布其将为中国大陆版行货Switch主机提供专为中国大陆地区使用的“Nintendo e商店”服务，玩家可以通过微信支付购买上架的游戏。2024年11月26日，中國大陸地區宣佈將於2026年停止運營中國區e商店服務。

## 備註
1. ↑  由於2022年俄羅斯入侵烏克蘭，任天堂於2022年3月11日關閉俄羅斯的eShop服務器
2. ↑  任天堂在台灣的子公司「任天堂溥天」終止營運后，台湾的eShop服务器已迁移至香港的eShop服务器，两个地区目前使用的是同一个eShop

## 資料來源
1. ↑  . Nintendo. January 31, 2013  [2013-10-03]. （原始内容存档于2016-12-13）.
2. ↑  . ニンテンドー.   [2012-10-02]. （原始内容存档于2012-10-16） （日语）.
3. ↑  . Nintendo of Europe AG.   [2024-11-29] （英国英语）.
4. ↑  4Gamers. . 4Gamers 官方網站.   [2024-11-29]. （原始内容存档于2024-12-07） （中文（繁體））.
5. ↑  . 任天堂ホームページ.   [2017-11-06]. （原始内容存档于2021-02-17） （日语）.
6. ↑  . Nintendolife.com.   [2013-08-23]. （原始内容存档于2016-05-05）.
7. ↑  Evan Narcisse. . Kotaku.com. 2011-10-28  [2011-11-07]. （原始内容存档于2018-11-18）.
8. ↑  . Nintendo.   [2011-08-06]. （原始内容存档于2013-07-10）.
9. ↑  . Ripten.com. 2011-10-21  [2013-08-23]. （原始内容存档于2013-10-05）.
10. ↑  Sanji Feng. . Engadget 中国版. 2020-09-02  [2020-09-02]. （原始内容存档于2021-01-27）.
11. ↑  Giancarlo Varanini. . GameSpot.com. CNet. 2011-06-02  [2011-11-07].
12. ↑  . support.nintendo.com.   [2011-11-07]. （原始内容存档于2013-07-27）.
13. ↑  Narcisse, Evan. . Kotaku.   [2013-10-03]. （原始内容存档于2018-11-18）.
14. ↑  . P.nintendo.net.   [2013-08-23]. （原始内容存档于2013-06-06）.
15. ↑  任天堂(香港)有限公司. . www.nintendo.com.hk.   [2018-03-07]. （原始内容存档于2020-05-02）.
16. ↑  . 机核网. 2018-03-06  [2018-03-06]. （原始内容存档于2018-03-06）.
17. ↑  . 任天堂香港. 2019-12-03  [2019-12-04]. （原始内容存档于2020-08-20）.
18. ↑  . 腾讯. 2019-12-04  [2019-12-04]. （原始内容存档于2021-02-17）.
19. ↑  . 路透社. 2024-11-26  [2024-11-26] （英语）.

## 外部連結
- 台湾任天堂eShop官方網站（任天堂3DS） （页面存档备份，存于）
- 香港任天堂eShop官方網站（任天堂3DS） （页面存档备份，存于）
- 日本任天堂eShop官方網站（任天堂3DS）
- 美國任天堂eShop官方網站（任天堂3DS） （页面存档备份，存于）
- 日本任天堂eShop官方網站（Wii U） （页面存档备份，存于）
- 美國任天堂eShop官方網站（Wii U） （页面存档备份，存于）